# Веліканова Регіна Василівна
Регіна Василівна Веліканова (нар. 14 червня 1894, Луганськ — пом. 1972) — радянська художниця (живописець і графік); член Спілки художників Казахської РСР.

## Біографія
Народилася 14 червня 1894 року в місті Луганську (тепер Україна). У 1912—1917 роках навчалась у рисувальній школі Товариства заохочування мистецтв у Петрограді; у 1921—1925 роках — у Всеросійській академії мистецтв в Ленінграді (викладачі Кузьма Петров-Водкін, Аркадій Рилов).
В березні 1942 року переїхала із блокадного Ленінграда до Алма-Ати. Працювала художником в «Казахдержвидаві». Померла у 1972 році.

## Творчість
В роботах використовувала акварельні фарби, гуаш, графічні малюнки переважно виконані олівцем, також є автолітографії. Серед робіт:
- графіка:
  - копії з фресок Ферапонтова монастиря (1920-ті);
  - «Олександрівськ-на-Мурмані» (1930);
  - «Субтропічний парк у Сухумі» (1938);
- пейзажі Алма-Ати (1942—1964);
- «Портрет акина К. Туганбаєва» (1951);

обкладинка книги «Будинок № 117».

- ілюстрації до книг:
  - «Шишкарі» Василя Валова (1930);
  - «Будинок № 117» Марії Дубянської (1931);
  - «Що було» Б. Житнєва (1939);
  - «Син бая та син бідняка» Ібрая Алтинсаріна (1953);
  - «Вірші» Абая Кунанбаєва (1954);
  - «Джейн Ейр» Шарлотти Бронте (1956);
  - «Дружба сміливих» Сейтжана Омарова (1957);
- живопис:
  - «Натюрморт» (1930);
  - «Гірська здравниця Криму» (1950).

Брала участь у виставках з 1925 року. Персональна відбулася у Алма-Аті у 1947 році.
Роботи зберігаються у Державному Російському музеї, Казахській художній галереї.